# Liste der Biografien/Meyen
Liste der Biografien |
Portal Biografien |
Personensuche
# |
A |
B |
C |
D |
E |
F |
G |
H |
I |
J |
K |
L |
M |
N |
O |
P |
Q |
R |
S |
T |
U |
V |
W |
X |
Y |
Z |
?
 
Ma |
Mb |
Mc |
Md |
Me |
Mf |
Mg |
Mh |
Mi |
Mj |
Mk |
Ml |
Mm |
Mn |
Mo |
Mp |
Mq |
Mr |
Ms |
Mt |
Mu |
Mv |
Mw |
Mx |
My |
Mz
 
Mea–Mee |
Mef |
Meg |
Meh |
Mei |
Mej |
Mek |
Mel |
Mem |
Men |
Meo |
Mep |
Mer |
Mes |
Met |
Meu |
Mev |
Mew |
Mex |
Mey |
Mez
 
Meyb |
Meyd |
Meye |
Meyf |
Meyg |
Meyh |
Meyi |
Meyj |
Meyk |
Meyl |
Meyn |
Meyo |
Meyp |
Meyr |
Meys |
Meyt |
Meyz
 
Meyen |
Meyer
Die Liste der Biografien führt alle Personen auf, die in der deutschsprachigen Wikipedia einen Artikel haben. Dieses ist eine Teilliste mit 33 Einträgen von Personen, deren Namen mit den Buchstaben „Meyen“ beginnt.

## Meyen
- Meyen, Eduard (1812–1870), deutscher Publizist
- Meyen, Franz Julius Ferdinand (1804–1840), deutscher Mediziner und Botaniker
- Meyen, Fritz (1902–1974), deutscher Skandinavist und Bibliothekar
- Meyen, Gertrud (1919–2012), deutsche Schauspielerin und Synchronsprecherin
- Meyen, Harry (1924–1979), deutscher Schauspieler und Regisseur
- Meyen, Joachim Friedrich (1704–1772), deutscher Physiker, Optiker und Jurist
- Meyen, Johann Jacob (1731–1797), deutscher Mathematiker, Professor am Akademischen Gymnasium zu Stettin
- Meyen, Michael (* 1967), deutscher Kommunikationswissenschaftler

### Meyenb
- Meyenberg, Albert (1861–1934), schweizerischer römisch-katholischer Geistlicher, Theologe und Hochschullehrer
- Meyenberg, Friedrich (1875–1949), deutsch-britischer Diplomingenieur und Hochschullehrer
- Meyenberg, Josef (1891–1977), deutscher Gewerbeschullehrer und Maler
- Meyenberg, Justus Philipp (1642–1709), deutscher evangelischer Theologe
- Meyenborg, Ulrich (1940–2023), deutscher Politiker (SPD), MdL
- Meyenburg, Hans von (1887–1971), Schweizer Pathologe und Hochschullehrer
- Meyenburg, Hans von (1915–1995), Schweizer Architekt
- Meyenburg, Johann Jakob von (1665–1717), Schweizer Mediziner und Postmeister
- Meyenburg, Marta von (1882–1972), Schweizer Sozialpädagogin, Gründerin und Leiterin der Sozialen Frauenschule Zürich
- Meyenburg, Michael († 1555), Bürgermeister der Reichsstadt Nordhausen
- Meyenburg, Petra (1959–2010), deutsche Hörspielregisseurin
- Meyenburg, Victor von (1834–1893), Schweizer Bildhauer

### Meyend
- Meyendorff, Alexander von (1869–1964), russischer Verwaltungsjurist und Politiker sowie im britischen Exil Hochschullehrer an der London School of Economics
- Meyendorff, Andreas von (1522–1583), Burgherr der Burg Ummendorf, Wegbereiter der Reformation
- Meyendorff, Felix von (1834–1871), russischer Diplomat und Gutsherr auf Klein-Roop (heute Mazstraupe, Lettland)
- Meyendorff, Friedrich von (1839–1911), deutsch-baltischer Gutsbesitzer und Politiker
- Meyendorff, Georg von (1794–1879), deutsch-baltischer, russischer General
- Meyendorff, Georg von (1795–1863), deutsch-baltischer, russischer Offizier und Forschungsreisender
- Meyendorff, Irene von (1916–2001), deutsch-britische Schauspielerin
- Meyendorff, John (1926–1992), orthodoxer Theologe
- Meyendorff, Kasimir von (1749–1813), russischer General der Kavallerie
- Meyendorff, Olga von (1838–1926), russische Adlige
- Meyendorff, Peter von (1796–1863), russischer Diplomat

### Meyenn
- Meyenn, Karl von (1937–2022), deutscher Wissenschaftshistoriker und Hochschullehrer

### Meyens
- Meyenschein, Adam (1863–1943), Mitglied des preußischen Abgeordnetenhauses